# Francisco Núñez Rodríguez
Francisco Núñez Rodríguez (Ferrol, La Corunya, 6 d'abril de 1902 - Madrid, 23 de gener de 1972) fou un militar gallec, governador i alt comissionat espanyol de la Guinea Espanyola.

## Biografia
Nascut a Ferrol, va entrar en la Marina de jovenet. En 1922 es va casar amb María Luisa López Sacone y Ordóñez de Barraicúa, Marquesa de Villarías.
Durant la guerra civil espanyola era capità de corbeta i lluità en el bàndol nacional a bord del destructor Velasco al Cantàbric i després a la Mediterrània, actuant a les costes de les Illes Balears des de setembre de 1937.
En 1956 va ascendir a Almirall i en gener de 1961 com a comandant del Canarias, va intervenir en el seguiment al vaixell Santa María, capturat pel Directori Revolucionari Ibèric d'Alliberament. En 1962 va ser nomenat Governador colonial de Guinea Equatorial. Durant el seu govern, es va realitzar la troballa i posterior trasllat del goril·la albí Floquet de Neu al zoo de Barcelona. Així mateix, durant el seu mandat, se li va donar autonomia a la colònia i es va progressar en el procés de descolonització del territori, com estava previst per les Nacions Unides. Amb el projecte de bases sobre autonomia, en 1965 va desaparèixer el càrrec de governador i es va convertir en el primer alt comissionat de la colònia.
En 1966 va abandonar el càrrec i va passar a exercir com Capità General de Ferrol, càrrec que va mantenir fins a 1971, moment en el qual tornaria a Madrid, on va morir un any més tard, en 1972.